# RCH-Pinguins
RCH-Pinguins is een honkbal- en softbalvereniging uit Heemstede, provincie Noord-Holland, Nederland.

## Historie
In 1934 kwam een aantal voetballers van Racing Club Heemstede (RCH) met het verzoek aan het bestuur om een honkbalafdeling op te richten, om zodoende tijdens de lange voetballoze zomers toch actief te blijven. Het akkoord kwam er onder de voorwaarde dat de honkballers een eigen bestuur zouden vormen. Aldus geschiedde per 21 juni 1934, waardoor in de zomer van 1934 RCH een aantal vriendschappelijke wedstrijden kon spelen, onder andere tegen HHC en EDO. De eerste officiële interlandwedstrijd van het Nederlandse honkbalteam werd zelfs op het RCH-terrein gespeeld, met een overwinning van 21–12 tegen België als uitslag. 
Al in het tweede jaar boekte de vereniging een belangrijk succes door kampioen te worden van de 2e klasse A van de Nederlandse Honkbalbond. Na de Tweede Wereldoorlog zette de groei van de vereniging door, met een toenemend aantal teams en sportieve successen. Het eerste seniorenteam speelde enkele seizoenen in de hoogste honkbalafdeling, de 1e klasse. In 1949 werden ook 3 softbalvrouwenteams opgericht. Het softbal was aanvankelijk helaas geen lang leven beschoren. Tijdens de ledenvergadering in 1960 werd het softball opgeheven.
Na enkele stroeve jaren groeide de vereniging in de jaren '60 weer door, mede door de aanwas van jeugdleden. In 1972 kreeg RCH een eigen honkbalveld. Ook verbond het bedrijf Cementbouw zich in 1972 voor lange tijd als hoofdsponsor aan de vereniging, wiens naam ook terugkwam in de verenigingsnaam. Een jaar later werd de nieuwe kantine geopend. Ook het softbal werd in de jaren '70 weer nieuw leven ingeblazen.
In de jaren '90 werden ook een aantal grote sportieve successen behaald. In 1994 debuteerde het eerste softbalteam in de Hoofdklasse. Het eerste honkbalteam promoveerde naar de Overgangsklasse. In 1995 was RCH medeorganisator van het EK Honkbal.
De Heemsteedse Softball Club 'De Pinguins' is opgericht op 1 september 1954, maar al in 1948 werd bij gymnastiekvereniging Gymnasion op recreatieve wijze softbal gespeeld. De vereniging stelde zich volgens de oprichtingsstatuten ten doel de leden in verenigingsverband gelegenheid te geven de softbalsport te beoefenen. Volgens de statutenwijziging in 1981 had de vereniging ten doel de softbalsport in al zijn verschijningsvormen te bevorderen en haar leden in de gelegenheid te stellen deze te beoefenen, alsmede het ontplooien van andere activiteiten, die tot het doel van de vereniging bevorderlijk waren. De vereniging trachtte dit doel te bereiken door het verwerven en behouden van het lidmaatschap van de Koninklijke Nederlandse Baseball- en Softball Bond (KNBSB), deel te nemen aan de door deze bond georganiseerde of goedgekeurde competities en andere wedstrijden en wedstrijden zelf te organiseren.
Ook 'De Pinguins' behaalde een aantal sportieve successen. Het eerste damesteam speelde enkele jaren in de hoofdklasse. Het aantal teams groeide gestaag en werd in 1970 aangevuld met een herensoftbalteam, een unicum in Nederland. Na een kleine terugval in de jaren '70 groeide de club verder in de jaren '80. De vereniging kreeg in 1980 de beschikking over een eigen clubhuis. In de jaren '90 behoorde de vereniging met 7 damesteams, 6 herenteams en 5 jeugdteams tot de grootste softbalverenigingen van Nederland.
Eind jaren '90 ontvouwde de Gemeente Heemstede haar plannen voor reorganisatie van het sportpark. Het tweede softbalveld zou worden geschrapt. RCH en HSC De Pinguïns zoeken steun bij elkaar en stemmen in 2000 in met een fusie. In 2001 is de fusie een feit en gaat de vereniging verder onder de naam RCH-Pinguins.
Na het seizoen 2002 degradeerde RCH-Pinguins naar de landelijke overgangsklasse. Door het behaalde kampioenschap in 2006 speelde RCH-Pinguins vanaf 2007 drie seizoenen in de hoofdklasse.
Naast het deelnemen aan diverse competities organiseert RCH-Pinguins enkele andere activiteiten, zoals het jeugdweekend, het palingtoernooi en het eindfeest.
Een aantal oud-leden wist door te dringen tot het Nederlandse team, zoals de pitchers Dave Draijer, Michiel van Kampen en Roger Kops, de catcher Cees Lammerts en de verre velder Dirk van 't Klooster. Johan Neeskens speelde voor RCH en behaalde met het juniorenteam de Nederlandse titel. Hij verkoos uiteindelijk het voetbal boven het honkbal.
Het archief van RCH-Pinguins en zijn voorgangers is behoorlijk compleet en omvat notulen van vergaderingen, series ingekomen en minuten van uitgaande stukken, stukken betreffende diverse jubilea, ledenlijsten, financiële stukken en clubbladen. Een vermelding waard zijn de boekjes / schriftjes met opstellingen en uitslagen van wedstrijden van de verschillende teams van RCH in de jaren '40, '50 en '605.    

## Resultaten
Heren honkbal
Als RCH speelde het eerste herenteam drie perioden (1938, 1951-1954, 1956) in de Eerste klasse op het hoogste niveau. In 1997, inmiddels hoofdklasse geheten, keerde het hierop terug. De vierde periode duurde zes seizoenen, in 2001 en 2002 dus als RCH-Pinguïns uitkomend. Van 2007-2009 speelde het onder de sponsornaam MediaMonks-RCH de vijfde periode op het hoogste niveau. In 2009 degradeerde het eerste herenteam uit de hoofdklasse naar de overgangsklasse.
In Europees verband won het team in 1996 de Europacup II (beker voor bekerwinnaars) en het klassekampioenschap van de landelijke overgangsklasse.
Heren softbal
Het eerste herenteam speelt in de landelijke eerste klasse en werd daar kampioen in 2006. 